# Servia (Gemeinde)
Servia (griechisch Σέρβια (n. pl.)) ist eine Gemeinde im Südosten der griechischen Region Westmakedonien. Sie wurde 2019 durch Abtrennung des Gemeindebezirks Velvendo aus der Gemeinde Servia-Velvendo gebildet. Verwaltungssitz der Gemeinde ist die Kleinstadt Servia.

## Lage
Die Gemeinde Servia ist im Südosten Westmakedoniens an der Grenze zu den Regionen Zentralmakedonien und Thessalien gelegen. Der Aliakmonas mit seinen beiden Stauseen Polyfytos und Ilarionas begrenzt das Gemeindegebiet im Südwesten und Westen zu den Nachbargemeinden Deskati und Kozani. Im Nordosten und Osten liegen Velvendo sowie die zentralmakedonische Gemeinde Katerini. Im Süden grenzt die thessalische Gemeinde Elassona an.

## Verwaltungsgliederung
Nachdem sich der Zusammenschluss der 2011 gebildeten Gemeinde Servia-Velvendo für die Verwaltung als unzweckmäßig herausgestellt hatte, wurde im März 2019 die Gliederung in die beiden Gemeinden Servia und Velvendo beschlossen. Die Gemeinde besteht aus den drei Gemeindebezirken Servia, Kamvounia und Livadero und ist weiter in den Stadtbezirk Servia sowie 18 Ortsgemeinschaften untergliedert.
| Gemeindebezirk | griechischer Name           | Code   | Fläche (km²) | Einwohner 2011 | Stadtbezirke / Ortsgemeinschaften (Δημοτική /Τοπική Κοινότητα)                                                                                   | Lage |
| -------------- | --------------------------- | ------ | ------------ | -------------- | --- | ---- |
| Servia         | Δημοτική Ενότητα Σερβίων    | 140401 | 398,543      | 8.611          | Servia, Avles, Vathylakkos, Goules, Imera, Kastania, Kranidia, Lefkara, Mesiani, Metaxas, Neraida, Platanorrevma, Polyrracho, Roditis, Trigoniko |      |
| Kamvounia      | Δημοτική Ενότητα Καμβουνίων | 140403 | 149,553      | 1.539          | Elati, Mikrovalto, Tranovalto |      |
| Livadero       | Δημοτική Ενότητα Λιβαδερού  | 140404 | 051,989      | 1.232          | Livadero |      |
| Gesamt         | Gesamt                      | 1404   | 600,085      | 6.311          | |      |